# TC2000 Series
El TC2000 Series, hasta 2021 simplemente TC2000, es un campeonato argentino de automovilismo de velocidad creado en 2012 para ser el campeonato de soporte del Súper TC2000. Este TC2000 nació luego de que el TC2000 original se transformara en el Súper TC2000, siendo este el campeonato principal del nuevo organigrama. El TC2000 actual se conformó a partir del parque automotor usado hasta la temporada 2011 por la categoría TC2000 original (o Turismo Competición 2000), heredando el nombre.
En 2013, con el fin de poder darle independencia del Súper TC2000, la dirigencia decidió separar los campeonatos de Súper TC2000 y TC2000.
Previo a todo esto, existió la Copa TC2000 (llamada en su primer año TC2000 Light) para pilotos particulares o con apoyo semioficial. Esta desapareció en 2012 junto con la creación del nuevo campeonato.
En 2022, cambió su nombre al actual ya que el Súper TC2000 volvió a su nombre original.

## Historia
Con la creación del campeonato Súper TC2000 en el año 2012, el Campeonato de Pilotos Privados de TC2000 fue suprimido, siendo su lugar ocupado por la primitiva categoría denominada TC2000, la cual comenzaba a oficiar de soporte del Súper TC2000. Por otro lado, sirve de intermedia entre los coches de la categoría mayor y de campeonatos menores como la Fórmula Renault Argentina. En este campeonato, la mayoría de las escuadras privadas o semioficiales participan utilizando las unidades que fueran presentadas hasta el año 2011 como la categoría principal del TC2000.

## Campeones
| Año           | Ganadores           | Automóvil          | Equipo                      |
| TC2000        | TC2000              | TC2000             | TC2000                      |
| ------------- | ------------------- | ------------------ | --------------------------- |
| 2012          | Franco Girolami     | Fiat Linea         | Pro Racing                  |
| 2013          | Matías Milla        | Fiat Linea         | Pro Racing                  |
| 2014          | Facundo Della Motta | Honda Civic IX     | Sportteam                   |
| 2015          | Emmanuel Cáceres    | Honda Civic IX     | PSG-16 Team                 |
| 2016          | Antonino García     | Ford Focus III     | Escudería Fela by RAM       |
| 2017          | Manuel Luque        | Renault Fluence GT | Ambrogio Racing             |
| 2018          | Marcelo Ciarrocchi  | Citroën C4 Lounge  | Citroën Total Racing by PSG |
| 2019          | Nicolás Moscardini  | Renault Fluence GT | Ambrogio Racing             |
| 2020          | Exequiel Bastidas   | Toyota Corolla     | FDC Motor Sports            |
| 2021          | Jorge Barrio        | Renault Fluence GT | Ambrogio Racing             |
| TC2000 Series |                     |                    |                             |
| 2022          | Facundo Marques     | Renault Fluence GT | Axion Energy Sport          |
| 2023          | Mateo Polakovich    | Ford Focus III     | JM Motorsport               |